# Ross Hickey
Ross Hickey (* 1987 in Grangecon, County Wicklow) ist ein irischer Boxer. Er gewann bei der Europameisterschaft 2008 in Liverpool eine Bronzemedaille im Leichtgewicht.

## Werdegang
Ross Hickey begann im Jugendalter beim Boxklub Grangecon BC mit dem Boxen. Einen ersten Erfolg feierte er bereits 2003, als er Juniorenmeister von Gesamt-Irland im Fliegengewicht wurde. In der Folgezeit konnte er aber bei irischen Juniorenmeisterschaften keine Medaillen mehr gewinnen. Erst im Jahre 2006 stellten sich bei ihm, nunmehr schon als Senior startend, wieder Erfolge ein. Er wurde in diesem Jahr irischer Vize-Meister, wobei er im Endkampf der irischen Meisterschaft im Federgewicht gegen Eric Donovan nach Punkten (6:20) verlor. Im gleichen Jahr belegte er beim British-4-Nations-Cup in Dublin im Federgewicht den 2. Platz. Dabei verlor er den Endkampf gegen Stephen Smith aus England nach Punkten (10:31).
2007 belegte Ross Hickey bei der irischen Meisterschaft den 3. Platz im Federgewicht, weil er im Halbfinale gegen David Oliver Joyce nach Punkten verlor. 2007 wurde er auch bei zwei Länderkämpfen der irischen Nationalstaffel eingesetzt und siegte dabei in Dublin über Iwan Elisarow aus Russland, während er in Rzeszów gegen den Polen Krzystof Szot nach Punkten verlor.
Im Januar 2008 wurde Ross Hickey dann erstmals irischer Meister. In das Leichtgewicht aufgerückt schlug er im Endkampf Anthony Cacace nach Punkten. Er wurde daraufhin beim 1. europäischen Qualifikationsturnier für die Olympischen Spiele in Pescara eingesetzt. Er konnte sich dort aber nicht für Peking qualifizieren, weil er nach einem Punktsieg über Krzystof Szot (27:19) im Viertelfinale gegen Miklós Varga aus Ungarn verlor (22:39). Für Peking qualifizieren konnten sich bei diesem Turnier aber nur zwei Boxer in jeder Gewichtsklasse.
Im März 2008 veranstaltete der irische Box-Verband noch einmal ein Ausscheidungsturnier für das zweite europäische Qualifikationsturnier in Athen. In Dublin gewann Ross Hickey dieses Turnier, wobei er im Endkampf erneut Anthony Cacace nach Punkten besiegte (10:3). In Athen schied Ross Hickey nach einer Punktniederlage gegen Romal Amanow aus Aserbaidschan schon nach der 1. Runde aus und konnte sich damit nicht für Peking 2008 qualifizieren.
Im Oktober 2008 gewann Ross Hickey in Dublin ein weiteres Ausscheidungsturnier des irischen Box-Verbandes, bei dem sie Starter bei der Europameisterschaft 2008 in Liverpool ermittelt wurden. Er gewann dort im Leichtgewicht mit einem Finalsieg über Eric Donovan (23:5). Bei der Europameisterschaft in Liverpool, auf das die irische Bosstaffel im Trainingscenter des englischen Amateurboxverbandes in Sheffield von ihren Trainern Dominic O’Rourke und Jimmy Walsh hervorragend vorbereitet wurde, schlug er mit Olexandr Kljutschko aus der Ukraine (10:7) und Famil Suleymanow aus Aserbaidschan (6:1) zwei ungemein starke Boxer aus Nachfolgestaaten der ehemaligen Sowjetunion. Im Halbfinale unterlag er aber gegen Wasgen Safarjanz aus Belarus nach Punkten (3:9). Er erreichte zwar damit nicht das Finale, konnte sich aber über den Gewinn einer Bronzemedaille freuen.

## Internationale Erfolge
(EM = Europameisterschaft, Fl = Fliegengewicht, Fe = Federgewicht, Le = Leichtgewicht, bis 48 kg, 57 kg u. 60 kg Körpergewicht)
- 2006, 2. Platz, British-4-Nations-Cup in Dublin, Fe, mit einem Punktsieg über Jason Hastie, Schottland (21:10) und einer Punktniederlage gegen Stephen Smith, England (10:31);

- 2008, 5. Platz, Olympia-Qualifikations-Turnier in Pescara, Le, mit Punktsieg über Krzystof Szot, Polen (27:19) u. einer Punktniederlage gegen Miklós Varga, Ungarn (22:39);

- 2008, 9. Platz, Olympia-Qualifikations-Turnier in Athen, Le, nach einer Punktniederlage gegen Romal Amranow, Aserbaidschan (6:23);

- 2008, 3. Platz, EM in Liverpool, Le, mit Punktsiegen über Olexandr Kljutschko, Ukraine (10:7) u. Famil Suleymanow, Aserbaidschan (6:1) u. einer Punktniederlage gegen Wasgen Safarjanz, Belarus (3:9)

## Länderkämpfe
- 2007 in Dublin, Irland gegen Russland, Le, Punktsieger über Iwan Elisarow,
- 2007 in Rzeszów, Polen gegen Irland, Le, Punktniederlage gegen Krzystof Szot

## Irische Meisterschaften
- 2003, 1. Platz, Junioren, Fl,
- 2006, 2. Platz, Fe, nach einer Punktniederlage im Finale gegen Eric Donovan (6:20),
- 2007, 3. Platz, Fe, nach einer Punktniederlage im Halbfinale gegen David Oliver Joyce,
- 2008, 1. Platz, Le, mit einem Punktsieg im Finale über Anthony Cacace

## Irische Qualifikationsturniere
- 2008, 1. Platz, Le, Qualif.-Turnier für Olympia-Ausscheidungsturnier mit Punktsieg im Finale über Anthony Cacace (10:3),
- 2008, 1. Platz, Le, Qualif.-Turnier für die EM in Liverpool mit Punktsieg über Eric Donovan (23:5)

## Weblink
- - 14k - Bericht von der EM in Liverpool in engl. Sprache

| Personendaten    | Personendaten                     |
| ---------------- | --------------------------------- |
| NAME             | Hickey, Ross                      |
| KURZBESCHREIBUNG | irischer Boxer                    |
| GEBURTSDATUM     | 1987                              |
| GEBURTSORT       | Grangecon, County Wicklow, Irland |